# Olympische Geschichte Gabuns
| Gelbes Symbol für Goldmedaillen mit stilisierten Olympischen Ringen | Graues Symbol für Silbermedaillen mit stilisierten Olympischen Ringen | Braundes Symbol für Bronzemedaillen mit stilisierten Olympischen Ringen |
| ------------------------------------------------------------------- | --------------------------------------------------------------------- | ----------------------------------------------------------------------- |
| —                                                                   | 1                                                                     | —                                                                       |

Gabun, dessen NOK, das Comité Olympique Gabonais, 1965 gegründet und 1968 vom IOC anerkannt wurde, nimmt seit 1972 an Olympischen Sommerspielen teil. Die Spiele 1976 in Montreal und 1980 in Moskau wurden von Gabun boykottiert. An Winterspielen nahmen bislang keine Sportler aus Landes teil.

## Übersicht

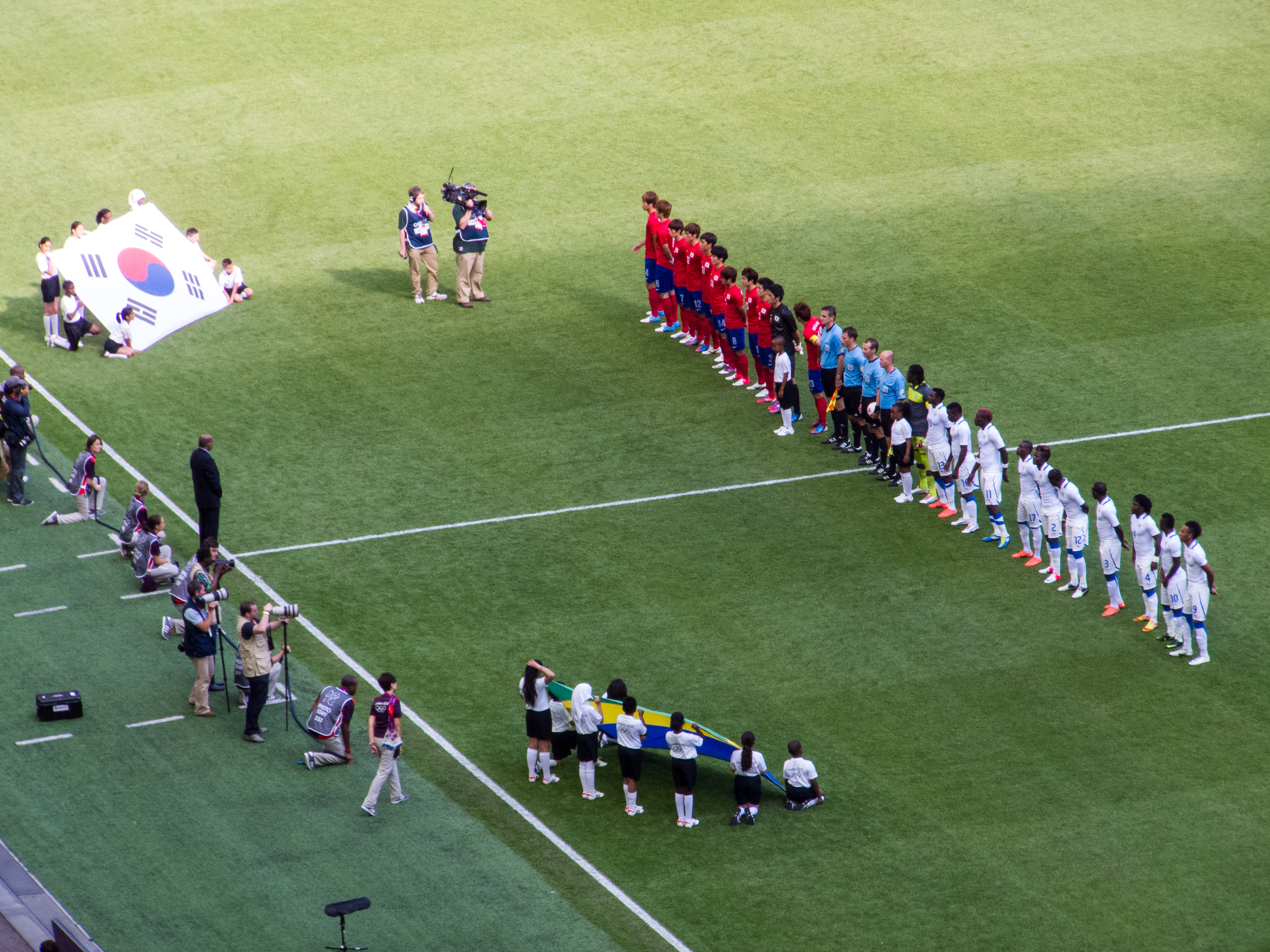
Die gabunische Mannschaft (in weiß) vor dem dritten Gruppenspiel gegen Südkorea 2012

Erstmals war Gabun bei den Spielen von München 1972 vertreten. Erster Olympionike seines Landes war der Boxer Joseph Mbouroukounda am 27. August 1972. Er war zudem der einzige gabunische Athlet in München.
Gabun boykottierte die Spiele von Montreal 1976 und die Spiele von Moskau 1980. 1976 folgte man dem Boykottaufruf der afrikanischen Länder, 1980 dem der USA.
1984 in Los Angeles traten erstmals Leichtathleten an. Die Kugelstoßerin Odette Mistoul war am 3. August 1984 die erste Frau, die für Gabun bei Olympischen Spielen teilnahm. Sie konnte sich für das Finale qualifizieren und wurde 13. Die Spiele von Seoul 1988, bei denen nur zwei Teilnehmer entsandt wurden, blieben ebenso erfolglos, wie die Spiele von Barcelona 1992, bei denen erstmals Judoka zum Einsatz kamen. Chancenlos waren gabunische Teilnehmer auch bei den Spielen in Atlanta 1996.
Die Teilnehmer 2000 in Sydney, 2004 in Athen und 2008 in Peking blieben chancenlos, wobei in Peking erstmals ein Athlet im Taekwondo-Wettkampf an den Start ging. 
2012 in London ging erstmals eine gabunische Fußballauswahl der Männer an den Start. Nach zwei Unentschieden gegen Südkorea und der Schweiz sowie einer Niederlage gegen Mexiko, schied die Mannschaft um Pierre-Emerick Aubameyang in der Gruppenphase aus. Anthony Obame konnte im Schwergewicht des Taekwondo-Turniers Silber und damit die bislang einzige Medaille für sein Land gewinnen.
In Rio de Janeiro blieb die Olympiaauswahl wiederum erfolglos. Erstmals wurde ein Athlet im Schwimmen eingesetzt. Auch 2020 in Tokio konnte keine Medaille gewonnen werden.

## Übersicht der Teilnehmer

### Sommerspiele
| Jahr      | Athleten           | Athleten           | Athleten           | Sportarten         | Sportarten         | Sportarten         | Sportarten         | Sportarten         | Sportarten         | Medaillen          | Medaillen          | Medaillen          | Medaillen          | Medaillen          |
| Jahr      | Gesamt             |                    |                    |                    |                    |                    |                    |                    |                    |                    |                    |                    | Medaillen – Gesamt | Rang               |
| --------- | ------------------ | ------------------ | ------------------ | ------------------ | ------------------ | ------------------ | ------------------ | ------------------ | ------------------ | ------------------ | ------------------ | ------------------ | ------------------ | ------------------ |
| 1896–1968 | nicht teilgenommen | nicht teilgenommen | nicht teilgenommen | nicht teilgenommen | nicht teilgenommen | nicht teilgenommen | nicht teilgenommen | nicht teilgenommen | nicht teilgenommen | nicht teilgenommen | nicht teilgenommen | nicht teilgenommen | nicht teilgenommen | nicht teilgenommen |
| 1972      | 1                  | 1                  | 0                  | 1                  |                    |                    |                    |                    |                    |                    |                    |                    |                    |                    |
| 1976–1980 | nicht teilgenommen | nicht teilgenommen | nicht teilgenommen | nicht teilgenommen | nicht teilgenommen | nicht teilgenommen | nicht teilgenommen | nicht teilgenommen | nicht teilgenommen | nicht teilgenommen | nicht teilgenommen | nicht teilgenommen | nicht teilgenommen | nicht teilgenommen |
| 1984      | 4                  | 2                  | 2                  | 2                  |                    |                    | 2                  |                    |                    |                    |                    |                    |                    |                    |
| 1988      | 2                  | 1                  | 1                  | 1                  |                    |                    | 1                  |                    |                    |                    |                    |                    |                    |                    |
| 1992      | 5                  | 4                  | 1                  | 1                  |                    | 2                  | 2                  |                    |                    |                    |                    |                    |                    |                    |
| 1996      | 7                  | 6                  | 1                  | 2                  |                    | 1                  | 4                  |                    |                    |                    |                    |                    |                    |                    |
| 2000      | 5                  | 3                  | 2                  | 1                  |                    | 2                  | 2                  |                    |                    |                    |                    |                    |                    |                    |
| 2004      | 5                  | 3                  | 2                  | 2                  |                    | 1                  | 2                  |                    |                    |                    |                    |                    |                    |                    |
| 2008      | 4                  | 2                  | 2                  |                    |                    | 1                  | 2                  |                    | 1                  |                    |                    |                    |                    |                    |
| 2012      | 21                 | 19                 | 2                  | 2                  | 15                 | 1                  | 2                  |                    | 1                  |                    | 1                  |                    | 1                  | 69                 |
| 2016      | 6                  | 4                  | 2                  |                    |                    | 2                  | 2                  | 1                  | 1                  |                    |                    |                    |                    |                    |
| 2020      | 5                  | 3                  | 2                  |                    |                    | 1                  | 1                  | 2                  | 1                  |                    |                    |                    |                    |                    |
| 2024      | 5                  | 2                  | 3                  |                    |                    | 1                  | 1                  | 2                  | 1                  |                    |                    |                    |                    |                    |
| Gesamt    | Gesamt             | Gesamt             | Gesamt             | Gesamt             | Gesamt             | Gesamt             | Gesamt             | Gesamt             | Gesamt             | 0                  | 1                  | 0                  | 1                  |                    |

### Winterspiele
| Jahr      | Athleten           | Athleten           | Athleten           | Sportarten         | Medaillen          | Medaillen          | Medaillen          | Medaillen          | Medaillen          |
| Jahr      | Gesamt             |                    |                    | Sportarten         |                    |                    |                    | Medaillen – Gesamt | Rang               |
| --------- | ------------------ | ------------------ | ------------------ | ------------------ | ------------------ | ------------------ | ------------------ | ------------------ | ------------------ |
| 1924–2022 | nicht teilgenommen | nicht teilgenommen | nicht teilgenommen | nicht teilgenommen | nicht teilgenommen | nicht teilgenommen | nicht teilgenommen | nicht teilgenommen | nicht teilgenommen |
| Gesamt    | Gesamt             | Gesamt             | Gesamt             | Gesamt             | 0                  | 0                  | 0                  | 0                  | -                  |

## Liste der Medaillengewinner

### Goldmedaillen
Bislang (Stand August 2024) keine Goldmedaillen

### Silbermedaillen
| Name          | Spiele      | Sportart  | Disziplin     |
| ------------- | ----------- | --------- | ------------- |
| Anthony Obame | 2012 London | Taekwondo | Schwergewicht |

### Bronzemedaillen
Bislang (Stand August 2024) keine Bronzemedaillen

## Medaillen nach Sportart
| Sportart  | Gold | Silber | Bronze | Gesamt |
| Taekwondo | 0    | 1      | 0      | 1      |
| Gesamt    | 0    | 1      | 0      | 1      |